# Lamoine (Washington)
Lamoine az Amerikai Egyesült Államok északnyugati részén, Washington állam Douglas megyéjében elhelyezkedő önkormányzat nélküli település.

## Történet
Arup települést 1905. november 20-án alapította Nels Peter Nelson bevándorló földműves; a megyei tanács 1906. január 3-án vette nyilvántartásba. Az Arup név Nelson szülővárosára, a dániai Aarupra utal. A gazda reménykedett benne, hogy a vasútvonalat a településen át fogják vezetni, azonban a Great Northern Railway 1909-ben megnyílt vonala Withrow-on keresztül haladt; emiatt az 1900-as évek elején sok más településsel együtt Arup is hanyatlásnak indult. Az 1906–1909 közti időszakban a helységet nem tisztázott okok miatt egyre több helyen Lamoine-nak nevezték.

A névváltoztatásról W. H. Murray, a withrow-i Banner című újság kiadója a következőket írta: 
Eredetileg Arupnak hívták. Miután a postahivatal miatt végleges nevet kellett választani, a boltban egy Bragg nevű férfi [Leonard Nathan Bragg, az üzlet akkori tulajdonosa] az egyik polcról egy „Lamoine” márkanevű szardíniát vett le, és megkérdezte: „miért ne hívhatnánk így a települést?” A javaslatát elfogadtuk.
Lamoine-ban egykor iskola, templom, bálterem, barkácsbolt, kovácsműhely, takarmányüzlet is üzemelt, valamint baseballcsapata is volt. A postahivatal 1906 és 1910 között működött.
A településen az 1900-as években a Lanphere, Jensen, Cunningham, Preugschat, Nelson, Schmidt, Fletcher és Moore családok éltek.

## Fordítás
Ez a szócikk részben vagy egészben  a   Lamoine, Washington című angol Wikipédia-szócikk ezen változatának fordításán alapul.  Az eredeti cikk szerkesztőit annak laptörténete sorolja fel. Ez a jelzés csupán a megfogalmazás eredetét és a szerzői jogokat jelzi, nem szolgál a cikkben szereplő információk forrásmegjelöléseként.